# Championnats d'Europe de biathlon 2022
Navigation
2021 2023
Les championnats d'Europe de biathlon 2022, vingt-neuvième édition des championnats d'Europe de biathlon, ont lieu du 26 au 30 janvier 2022. Ils se déroulent sur le « Stade de ski des Hohenzollern », au pied du mont Arber en Allemagne. Ils font partie du second échelon mondial (IBU Cup) et rapportent des points pour le classement de l'IBU Cup 2021-2022.

## Calendrier
| Datum      | Hommes | Hommes                                     | Dames                                      | Dames                                      |
| ---------- | ------ | ------------------------------------------ | ------------------------------------------ | ------------------------------------------ |
| 26 janvier | 10:15  | Individuel (20 km)                         | 14:00                                      | Individuel (15 km)                         |
| 28 janvier | 10:30  | Sprint (10 km)                             | 14:00                                      | Sprint (7,5 km)                            |
| 29 janvier | 10:30  | Poursuite (12,5 km)                        | 13:30                                      | Poursuite (10 km)                          |
| 30 janvier | 10:30  | Relais Mixte simple (6 km H + 7,5 km F)    | Relais Mixte simple (6 km H + 7,5 km F)    | Relais Mixte simple (6 km H + 7,5 km F)    |
| 30 janvier | 13:30  | Relais Mixte (2 × 7,5 km H + 2 × 7,5 km F) | Relais Mixte (2 × 7,5 km H + 2 × 7,5 km F) | Relais Mixte (2 × 7,5 km H + 2 × 7,5 km F) |

## Tableau des médailles
| Rang  | Pays      | Or | Argent | Bronze | Ensemble |
| ----- | --------- | -- | ------ | ------ | -------- |
| 1     | Norvège   | 5  | 0      | 1      | 6        |
| 2     | Russie    | 2  | 3      | 1      | 6        |
| 3     | Moldavie  | 1  | 1      | 0      | 2        |
| 4     | Allemagne | 0  | 3      | 5      | 8        |
| 5     | France    | 0  | 1      | 0      | 1        |
| 6     | Suisse    | 0  | 0      | 1      | 1        |
| Total | Total     | 8  | 8      | 8      | 24       |

| Rang | Athlètes multi-médaillés | Or | Argent | Bronze | Ensemble |
| ---- | ------------------------ | -- | ------ | ------ | -------- |
| 1    | Sverre Dahlen Aspenes    | 2  | 0      | 0      | 2        |
| 2    | Alina Stremous           | 1  | 1      | 0      | 2        |
| 3    | Janina Hettich           | 0  | 1      | 1      | 2        |
| 4    | Lucas Fratzscher         | 0  | 0      | 2      | 2        |

## Résultats et podiums

### Hommes
| Épreuves            | Or                    | Argent          | Bronze           |
| ------------------- | --------------------- | --------------- | ---------------- |
| Individuel (20 km)  | Sverre Dahlen Aspenes | Anton Babikov   | Matthias Dorfer  |
| Sprint (10 km)      | Erlend Bjøntegaard    | Nikita Porshnev | Lucas Fratzscher |
| Poursuite (12,5 km) | Sverre Dahlen Aspenes | Petr Pashchenko | Lucas Fratzscher |

### Femmes
| Épreuves           | Or                    | Argent               | Bronze            |
| ------------------ | --------------------- | -------------------- | ----------------- |
| Individuel (15 km) | Evgeniya Burtasova    | Alina Stremous       | Natalia Gerbulova |
| Sprint (7.5 km)    | Ragnhild Femsteinevik | Franziska Hildebrand | Janina Hettich    |
| Poursuite (10 km)  | Alina Stremous        | Janina Hettich       | Jenny Enodd       |

### Mixte
| Épreuves                             | Or                                                                                 | Argent                                                                          | Bronze                                                                     |
| ------------------------------------ | ---------------------------------------------------------------------------------- | ------------------------------------------------------------------------------- | -------------------------------------------------------------------------- |
| Relais simple (6 km H + 7,5 km F)    | Russie - Anton Babikov - Evgeniya Burtasova                                        | France - Émilien Claude - Lou Jeanmonnot                                        | Allemagne - Justus Strelow - Franziska Hildebrand                          |
| Relais (2 × 7,5 km H + 2 × 7,5 km F) | Norvège - Erlend Bjøntegaard - Johannes Dale - Jenny Enodd - Ragnhild Femsteinevik | Allemagne - Lucas Fratzscher - Philipp Horn - Janina Hettich - Sophia Schneider | Suisse - Serafin Wiestner - Martin Jaeger - Elisa Gasparin - Aita Gasparin |